# Eugène Kabongo
Eugène Kabongo Ngoy (Kinshasa, 3 novembre 1960) è un allenatore di calcio ed ex calciatore della Repubblica Democratica del Congo, di ruolo attaccante.

## Carriera
Durante la sua carriera ha giocato con varie squadre di club, tra cui il Lione, in cui ha militato dal 1987 al 1990.
Con la Nazionale dello Zaire conta 25 presenze e 6 reti.
Nel 2002 è stato allenatore della Nazionale della Repubblica Democratica del Congo.

## Palmarès

### Club

#### Competizioni nazionali
- Campionato belga: 1

Anderlecht: 1986-1987
- Supercoppa del Belgio: 1

Seresien: 1983
- Ligue 2: 1

O. Lione: 1988-1989